# Diario di Anaïs Nin
Diario di Anaïs Nin  è il nome attribuito al corpus narrativo-letterario dei diari tenuti dalla scrittrice statunitense Anaïs Nin (1903-1977), a partire dal 1931 fino alla sua morte e raggruppati sulla base di specifiche scansioni temporali.
È considerato una delle opere più importanti della scrittrice statunitense, principalmente conosciuta per i suoi romanzi erotici e per la liaison sentimentale che ebbe con lo scrittore Henry Miller e la moglie di questi, June Mansfield, raccontata nel film del 1990 Henry & June.
La stessa Nin sostenne anni dopo che la forma del diario era quella in cui meglio sapeva esprimersi e di essersi sentita subito in grado di distillare da questa forma letteraria il meglio del proprio talento, fino a fare del suo scritto un mito ed un poema al tempo stesso.
La parte di diario che è stata pubblicata copre un arco di tempo che va dal 1931 al 1966.

## Il Diario: questa è Anaïs Nin
Nin ha iniziato a tenere un diario fin dal 1914, quando aveva ancora undici anni di età, annotando su grossi quaderni le sue  impressioni durante il viaggio che la portava, assieme alla madre e ai due fratelli, dall'Europa a New York.
La scrittrice avrebbe poi raccontato come la sua intenzione iniziale era stata quella di prendere lo spunto dalla forma del diario per indirizzare una sorta di lettera a suo padre - il musicista cubano Joaquin Nin - che aveva abbandonato la famiglia appena pochi anni prima. Con il passare degli anni, sempre secondo l'interessata, il diario ha finito per diventare poi per l'autrice il miglior amico e confidente al tempo stesso; e, nonostante le esortazioni della madre (e successivamente quelle degli uomini che a lei furono accanto, come ad esempio il terapista Rene Allendy, lo psicologo Otto Rank e, naturalmente, Miller) non volle mai interrompere la sorta di dipendenza che si era instaurata rispetto ai quaderni, che in effetti ha poi continuato ad aggiornare fino alla morte, avvenuta nel 1977.

## Nel 1986 la versione non censurata
Anaïs Nin avrebbe desiderato vedere pubblicato il suo diario fin dagli anni trenta, che è il periodo a partire dal quale quella che è poi diventata una monumentale opera - oltre quindicimila pagine dattiloscritte raccolte in centocinquanta cartelle - è stata tradotta poi nel 1966 in una prima versione a stampa. Il primo volume pubblicato si riferisce agli anni che vanno dal 1931 al 1934 ed è diventato subito un caso letterario, specie nel pubblico femminile giovanile, tale da trasformare Nin in una sorta di icona del movimento femminista.
Alcuni estratti della prima parte del diario sono serviti anche per una versione autobiografica e romanzata pubblicata con il titolo Henry and June, servito come base per la sceneggiatura del film omonimo di Philip Kaufman. L'insieme del diario - che copre l'arco temporale dal 1931 al 1966 - è stato poi pubblicato suddiviso in sei distinti volumi.
Una nuova versione del Diario, non censurata (quindi con riferimenti sessuali più espliciti), è stata data alle stampe nel 1986 per volere di Rupert Pole, il secondo marito ed esecutore testamentario per l'attività letteraria di Nin (i due furono sposati dal 1955 al 1966, anno in cui le nozze furono dichiarate nulle).

## Diario I - 1931-1934: rifrazioni e diffrazioni
Nella parte iniziale del diario -  Diario I - 1931-1934 - sono raccontati eventi accaduti a Nin nel periodo in cui viveva a Louveciennes, appena fuori Parigi, con il marito (il bancario Hugh Parker Guiler, il cui nome nel volume non viene mai citato neppure una volta).
Molto spazio viene dedicato alla relazione di amicizia - ma anche sentimentale - con Henry Miller e la moglie June. Nin, a quel tempo, aveva appena pubblicato uno studio sull'opera di David Herbert Lawrence.
Per Nin il diario inizia a diventare una sorta di talismano che la protegge da oscure minacce. Lo porta sempre con sé e coglie ogni occasione possibile per appuntarvi osservazioni e riflessioni mentre viaggia in treno oppure sta seduta ad un tavolino di caffè. Scrive:
Sono incluse anche le riflessioni sulle discussioni che a quel tempo aveva con i suoi psicoterapeuti  Allendy e Rank. Fu in quel periodo che il padre di Anaïs fece una fugace riapparizione nella sua vita (con presunte implicazioni di natura incestuosa). Il volume si chiude con la pubblicazione, da parte di Miller, del suo  Tropico del Cancro mentre la scrittrice si avviava a completare il suo House of Incest, poi pubblicato nel 1936 e Winter of Artifice, edito nel 1939.

### Il Diario in lingua italiana
In Italia, il Diario è stato pubblicato da Bompiani:
- Diario I - 1931-1934 ISBN 8845248682
- Diario II - 1934-1939 ISBN 8845248690
- Diario III - 1939-1944 ISBN 8845248704
- Diario IV - 1944-1947 ISBN 8845248712
- Diario V - 1947-1955 ISBN 8845248720
- Diario VI - 1955-1966 ISBN 8845248739